# 딩쥔후이

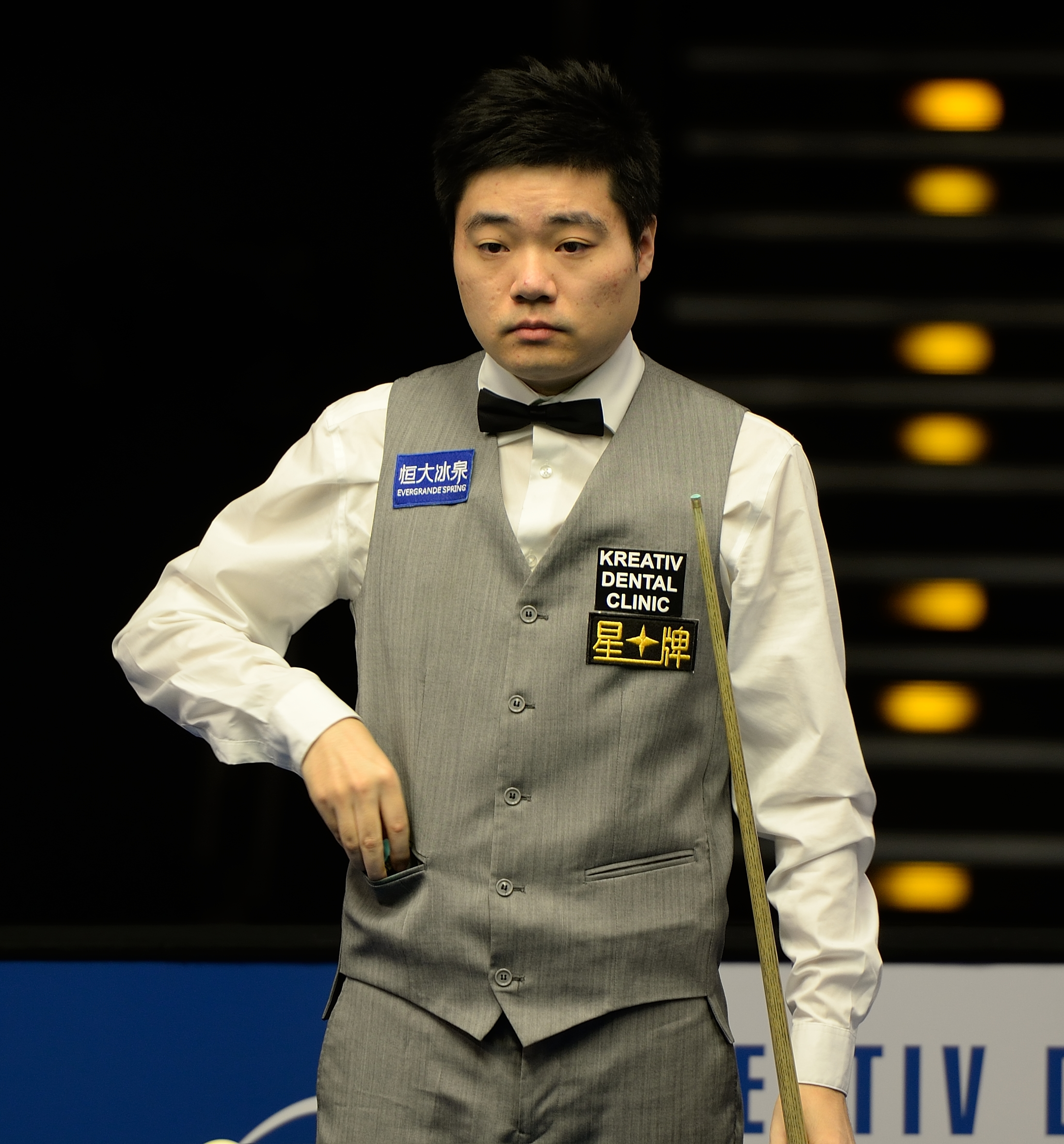
딩쥔후이

딩쥔후이(중국어 간체자: 丁俊晖, 병음: Dīng Jùnhuī, 1987년 4월 1일 ~ )는 중국의 스누커 선수이다.